# 지질학자 목록
다음은 지질학자 목록이다.

## ㄱ
- 게오르기우스 아그리콜라
- 그로브 칼 길버트

## ㄴ
- 노먼 보언
- 니콜라스 스테노

## ㄷ
- 데이비드 브루스터

## ㄹ
- 로버트 브룸
- 로버트 토머스 바커
- 루이 아가시
- 리처드 리키

## ㅁ
- 메리 애닝

## ㅂ
- 바넘 브라운
- 버지스 셰일
- 블라디미르 베르나츠키

## ㅅ
- 사우디 아람코
- 소송 (북송)
- 스티븐 제이 굴드
- 심괄

## ㅇ
- 아브라함 고틀로프 베르너
- 안드리야 모호로비치치
- 알프레트 베게너
- 애덤 세지윅
- 앤드루 로슨
- 에드워드 드링커 코프
- 오스니얼 찰스 마시
- 울리세 알드로반디
- 윌리엄 스미스 (지질학자)
- 이시진
- 잉에 레만

## ㅈ
- 잭 호너
- 제임스 드와이트 대너
- 제임스 허턴
- 조르주 퀴비에
- 조반니 아르두이노
- 조지 게일로드 심슨

## ㅊ
- 찰스 다윈
- 찰스 둘리틀 월컷
- 찰스 라이엘
- 찰스 릭터

## ㅋ
- 카를 폰 테르자기
- 클래런스 더튼
- 클레어 패터슨
- 킹 허버트

## ㅍ
- 프리드리히 모스
- 피에르 테야르 드 샤르댕

## ㅎ
- 해리슨 슈미트

## 같이 보기
- 광물학자 목록